# Hrad u Čtyřkol
Hrad u Čtyřkol je zaniklý hrad neznámého jména v severní části katastrálního území obce Čtyřkoly v okrese Benešov. Stál na ostrožně nad ústím Mnichovky do Sázavy v nadmořské výšce asi 275 metrů naproti hradu Zlenice. Od roku 1965 je chráněn jako kulturní památka. Dochovaly se z něj valy, příkopy a základy budov.

## Historie

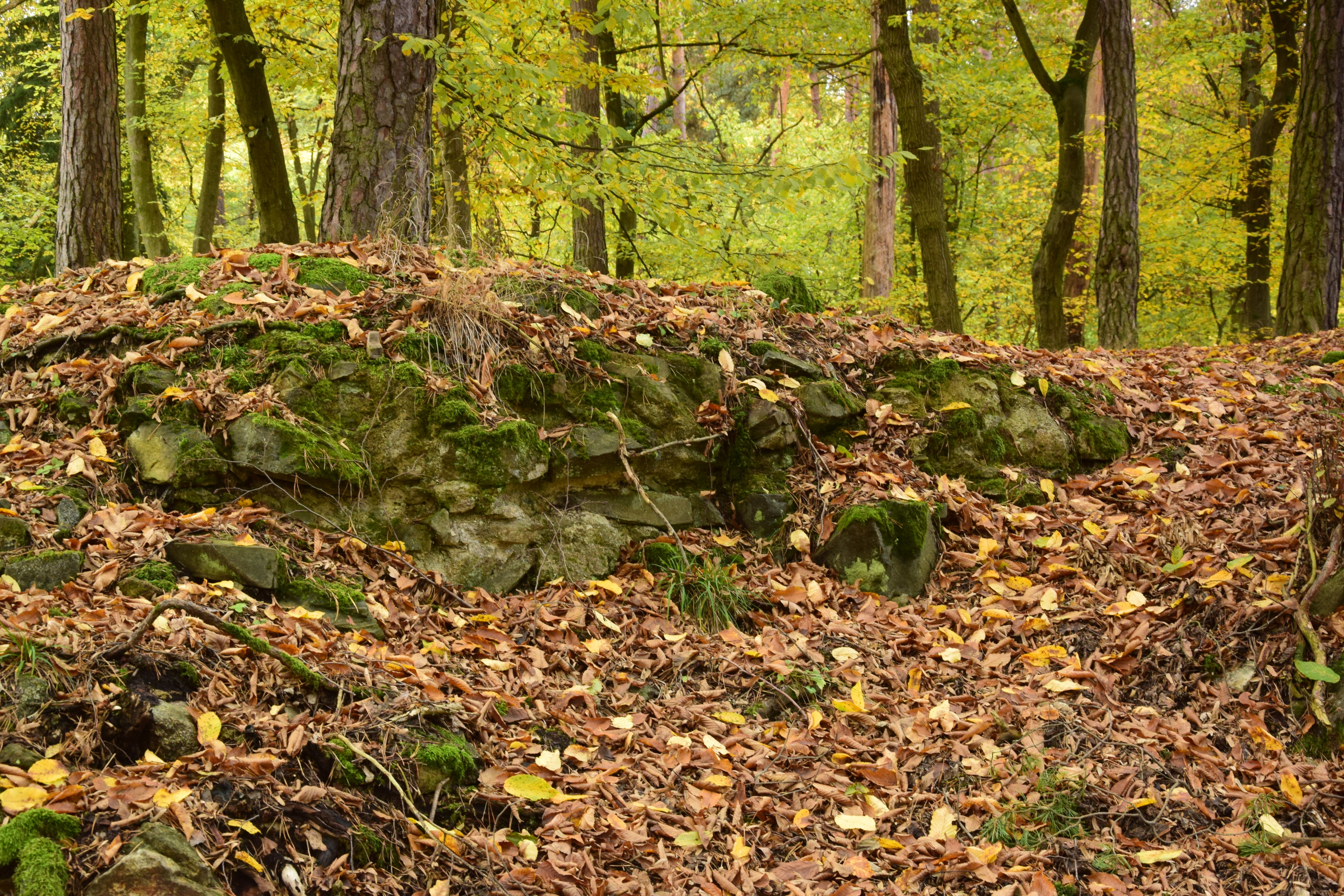
Fragment zdiva čtverhranné budovy v přední části hradu

O historii hradu se nedochovaly žádné písemné záznamy. Nečetné archeologické nálezy datují krátkou existenci hradu do třináctého století. Vzhledem k archaické podobě hradu navrhl Tomáš Durdík možnou souvislost s hrady přechodného typu. Nové poznatky o lokalitě tzv. Hradu u Čtyřkol navíc ukazují problém s datováním jednotlivých konstrukcí, neboť neexistují žádné datační opory. Pozůstatky objektů s kamennou podezdívkou s největší pravděpodobností souvisí se sídlem datovaným obecně do 13. století, neboť respektují terasovité uspořádání ostrožny. Příkop a val v dochované podobě ale mohly vzniknout až v souvislosti s obléháním sousedního hradu Zlenice v 15. století.
Aktuální poznatky nedovolují jednoznačně určit zda byl Hrad u Čtyřkol předchůdcem sousedního hradu Zlenice. Byť byla tato možnost doposud spíše odmítána, nejnovější analýzy ukazují určité indicie, které by o jejich vazbě mohly svědčit. S určitostí však lze konstatovat, že první zmínka o Zlenicích z roku 1318 hovoří skutečně o dnešním hradu Zlenice, který dle výsledků archeologických výzkumů vznikl již před rokem 1300.

## Stavební podoba

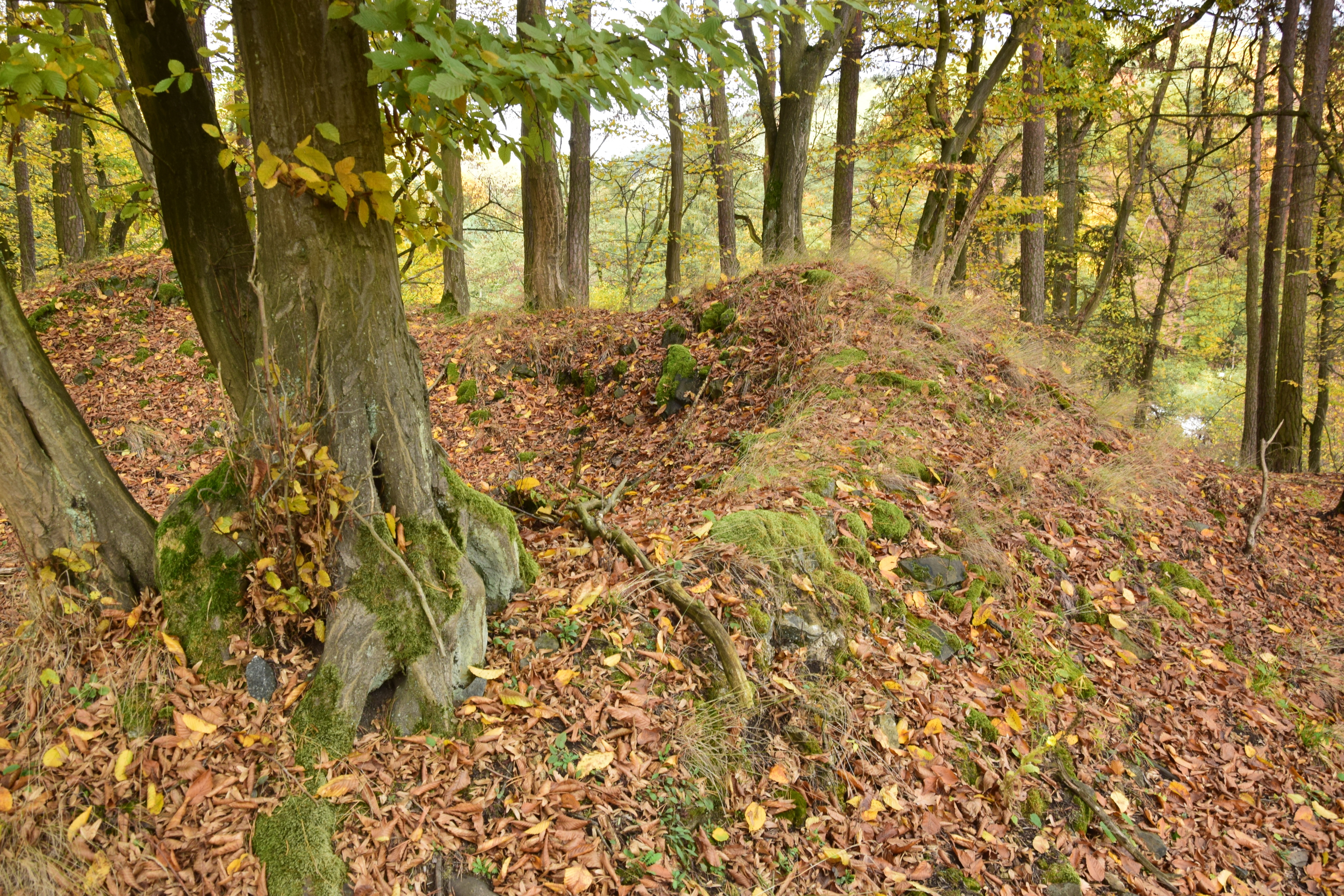
Torzo budovy ve střední části hradu

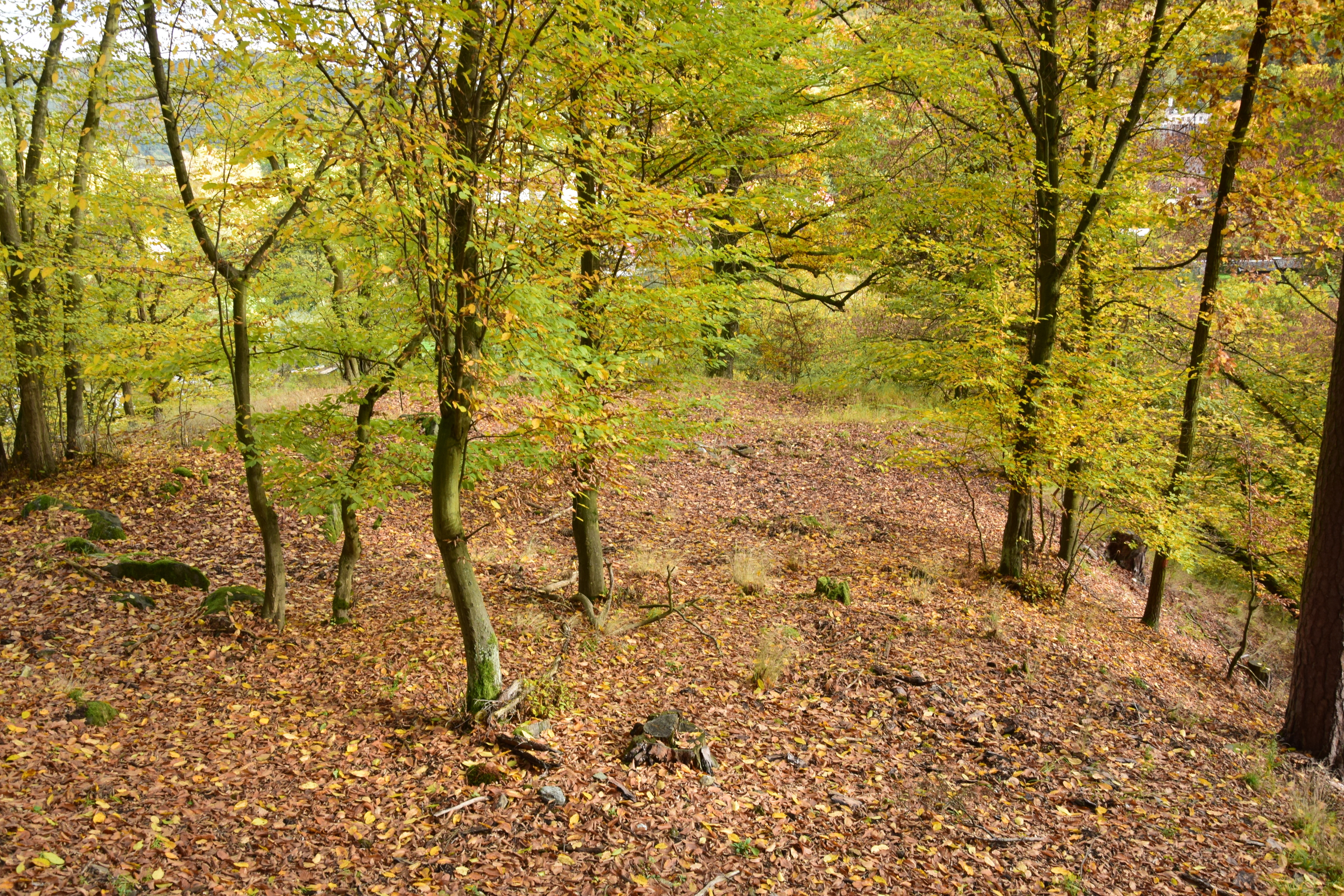
Plošina v zadní části hradu

Hrad byl postaven na skalnaté ostrožně. Býval zřejmě dvoudílný, ale předhradí bylo poškozeno při stavbě železniční trati a rekreačních chat. Hradní jádro odděloval od zbytku ostrožny mohutný šíjový příkop a val. Boční strany ostrožny mohly být opevněny pouze dřevěným ohrazením, ale chybí k tomu jakékoli důkazy. Za čelním valem stály volně tři budovy na třech snižujících se terasách. V nejvýše položené stála budova čtvercového půdorysu, ve střední části pak obdélné stavení (snad dvojdílný palác). Další budova se nacházela také na nejnižším konci jádra.
Čelní fortifikace v podobě valu a příkopu může být mladšího data a souviset až s obléháním hradu Zlenice v 15. století, přičemž mohla využít staršího opevnění obdobného provedení. Některé konvexní a konkávní útvary mohou taktéž pocházet z doby, kdy byly zříceniny Hradu u Čtyřkol využity jako palebné postavení při obléhání Zlenic. O tom, že zde stanoviště obléhatelů skutečně stálo, svědčí nálezy militarií. Kdy k obléhání došlo a kdo byl jeho iniciátorem však nelze na základě současného stavu vědomostí určit. Vyloučit však lze starší hypotézy, které za obléhatele a dobyvatele hradu Zlenice označují krále Jiřího z Poděbrad.